# Digitale Strahlformung
Die digitale Strahlformung (oder engl. Fachbegriff: digital beamforming, DBF) ist eine Veränderung der Strahlungscharakteristik einer Antennengruppe durch software-definierte Phasenverschiebungen und Amplitudenskalierungen für jedes einzelne Antennenelement dieser Gruppe.
Bei einer analogen Strahlformung werden die hochfrequenten Signale der Antenne durch phasenkorrekte Überlagerung addiert und so zu einem unikalen Signal, welches in der Folge durch einen Analog-Digital-Umsetzer digitalisiert werden kann. Die Richtcharakteristik der Antennengruppe ist nach der Digitalisierung auf nur eine Richtung fest eingestellt. Jede Duplizierung des hochfrequenten Signals vor der Digitalisierung verschlechtert dessen Signal-Rausch-Verhältnis und verringert damit die Reichweite.
Bei der digitalen Strahlformung erhält jedes Antennenelement (oder auch nur jede kleinere Antennengruppe eines sehr viel größeren Antennenfeldes) eine eigene Signalverarbeitung und Digitalisierung. Das empfangene Signal wird sowohl mit seiner Amplitude als auch mit seiner Phasenlage mit dem I&Q-Verfahren digitalisiert. Die Summierung erfolgt digital nach einer virtuellen Phasenverschiebung und Amplitudenskalierung in einem speziellen Rechner, dem sogenannten Strahlformungsprozessor (beamform processor). Weil digitale Signale verlustlos vervielfältigt werden können, kann dieser Rechner entsprechend seiner Rechenleistung mehrere oder gar viele unterschiedliche Richtungen des Antennendiagramms gleichzeitig erstellen, ohne die Reichweite der Antennengruppe zu verringern. Mit der digitalen Strahlformung kann die Strahlungscharakteristik der Antenne so geformt werden, dass sie mehrere unabhängige virtuelle Hauptkeulen für verschiedene Richtungen hat.

## Anwendungen
- Angewendet wird dieses Verfahren zum Beispiel beim Square Kilometre Array Observatory für die Erforschung des Kosmos.
- Bei modernen Radargeräten mit Phased-Array-Antenne ist dieses Verfahren Standard, weil es durch die gleichzeitige Aufklärung verschiedener Richtungen mit einem einzigen Sendeimpuls den zeitlichen Aufwand bei der Aufklärung des Luftraumes verringert.
- Auch als Satellitenantenne wird dieses Konzept erwogen, weil mit einer einzigen flachen Phased-Array-Antenne und digitaler Strahlformung mehrere sich auf Umlaufbahnen befindliche Satelliten gleichzeitig empfangen werden können. Mit klassischen Parabolantennen müssten für diese Aufgabe für jeden Satelliten eine eigene Antenne mit Nachführungsmechanismus installiert werden.[3]